# Lérins-eilanden
De Lérins-eilanden (Frans les Îles de Lérins) zijn een groep mediterrane eilanden aan de Côte d'Azur, vlak bij Cannes. De twee grootste eilanden in de groep zijn Île Sainte-Marguerite en Île Saint-Honorat. De eilandjes Îlot Saint-Ferréol en Îlot de la Tradelière zijn onbewoond.
Administratief gezien behoren de eilanden tot de gemeente Cannes. De eilanden zijn al bewoond sinds de Romeinse tijd.
Île de Saint-Honorat is vernoemd naar de oprichter van het klooster van Lérins, Sint Honoratus. Het klooster werd gesticht rond het jaar 410. Een versterkt klooster werd gebouwd tussen de elfde en veertiende eeuw.
Op het Île Sainte-Marguerite staat een fort waarin de man in het ijzeren masker opgesloten zou hebben gezeten.
Tijdens de Franse Revolutie werd Île Sainte-Marguerite hernoemd tot Île Marat, naar Jean-Paul Marat, en Île Saint-Honorat tot Île Lepeletier, naar Louis-Michel Lepeletier.

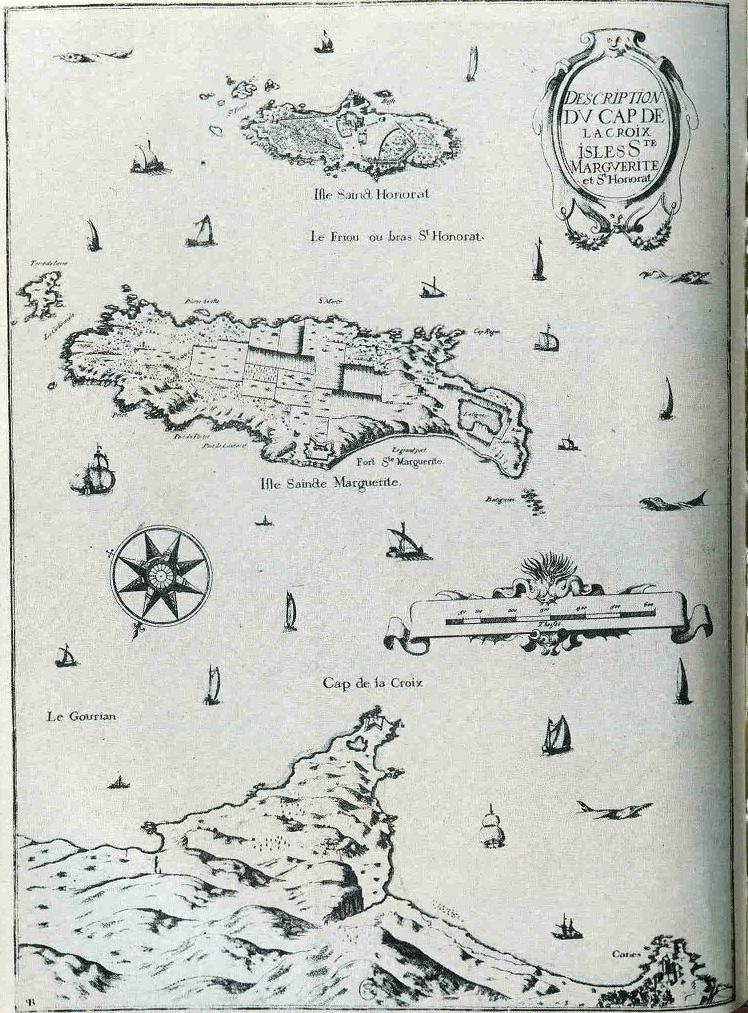
Kaart van de eilanden uit 1727
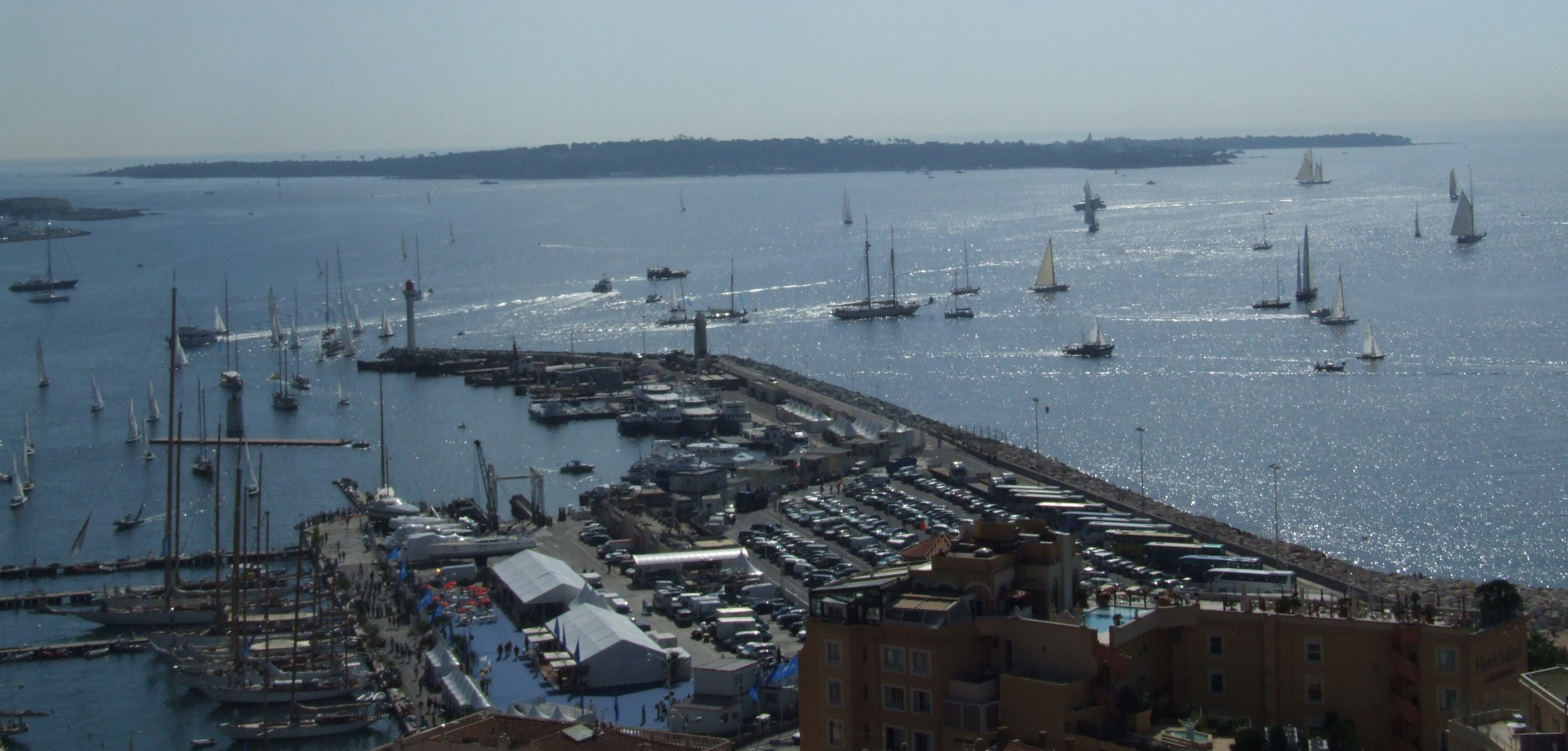
Zicht op de eilanden vanuit Cannes
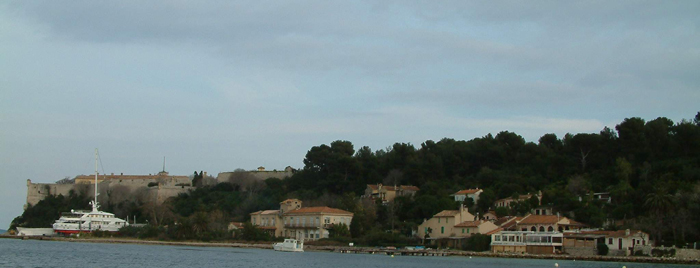
Uitzicht op het Île Sainte-Marguerite, inclusief het Fort Royal en het dorp Sainte-Marguerite.